# Jukka Rislakki
Jukka Rislakki (1945 i Kuusankoski i Finland) er en finsk journalist og forfatter, som har udgivet et antal bøger, hovedsageligt om Finlands og Baltikums nyere historie samt om efterretningsaktiviteter.
Rislakki tilbragte sin barndom og ungdom i Jämsänkoski, afsluttede en BA i politisk videnskab ved Helsinki Universitet, og arbejdede som journalist ved dagbladet Helsingin Sanomat. Rislakki har arbejdet som redaktør for Helsingin Sanomats internationale udgivelser og søndagsudgave, senest som korrespondent i Baltikum.
Siden begyndelsen af 2002 er Rislakki bosat i den lettiske kystby Jūrmala, hvor han arbejder som freelance journalist og forfatter. Rislakki er gift med den tidligere lettiske ambassadør i Finland og Estland, Anna Žīgure.
Jukka Rislakki blev udnævnt som Ridder af Finlands Hvide Roses Orden den 16. marts 2010 af den finske præsident Tarja Halonen for hans "arbejde som journalist og publicist", en orden Rislakki fik tildelt i Finlands ambassade i Riga af Finlands ambassadør i Letland, Maria Serenius. Jukka Rislakki er siden den 30. marts 2009 Officer af Anerkendelseskorset.